# セパレイトブルー
『セパレイトブルー』は、フロントウイングのブランド「Survive」（サヴァイブ）より2003年1月31日に発売された18禁恋愛アドベンチャーゲームである。

## 概要
ロードレース (自転車競技)を取り扱った青春ラブストーリーの作品で、登場人物の名前が、ブリヂストン、ツール・ド・フランスなど自転車に由来するのが特徴的な作品。
マスコットガール「アイとショウコ」を起用し、販売促進のためのWEBラジオを同時に3番組進行させたのが特徴的だった。3番組はメーカー公式「サヴァイブドットジェイピー」、GameSpot提供「この坂を越えて」、Gamelex GS提供の「セパレブナビゲーション」。
このゲームの販売を最後に、開発スタッフはメーカーであるフロントウイングを離れたため、以後、続編などは出ていない。プロデューサーのMOKAが退社後に立ち上げたのがXEROである。その後、フロントウイングは、同ブランド名を用いて「ゆきうた」を販売したが、やがて本家フロントウイングブランドに合流した。

## あらすじ
都会の学校から三鳩谷市にある三鳩谷学園へ転校して数ヶ月。しかし、いまだ田舎の空気に慣れないでいる三菱十字は、休日に自転車を走らせているときに自転車部の部長・石橋つばめと出会う。
三鳩谷市には例年、ヴェルタ・ア・コイカルという湖周辺を走るロードレースの大会があるのだが、メンバーが足りないので、自転車部はその大会に出ることができないというのだ。そんなこともあって、十字はあれよあれよという間に自転車部に入ることになってしまう。

## 登場人物
※）主人公以外、フルボイス。キャストは未公開。節出典「セパレイトブルーユーザーズマニュアル」

### メインキャラクター
三菱十字（みつびし じゅうじ）
主人公。都会の進学校より親の都合で三鳩谷学園に転校してきた。成績は良く、頑張り屋。自転車いじりが趣味ということで、自転車部に勧誘される。名前変更可能。
石橋つばめ（いしばし つばめ）
三鳩谷学園2年。主人公のクラスメイトにして自転車部部長。趣味は自転車いじりとサイクリングで、よく湖の周囲の山道を走っている。自転車選手だった父親の形見である古いロードバイクに乗る。下り坂より登り坂が好き。勉強はそれほどできるほうではないが、明るい性格で、物事にめげるということはまずない。熱血スポ根に憧れる頑張り屋さんで、人が良く、友人を心から尊敬できるタイプ。夢は世界を自転車で回ること。7月18日生まれ。A型。身長158cm。3サイズ79/56/87。好きな物は茄子、嫌いな物は球技全般。
丸石音菜（まるいし おとな）
三鳩谷学園1年。作家の父親と二人で暮らしている孝行娘。身体は小さいが、頭の回転が速い。自転車部の新入部員。自分用の自転車を持っていないのに何かの理由があって入部した。薀蓄が得意だが、誰でも知っているようなことを知らなかったりとどこかズレている面もある。いつでも明るく振る舞っているものの、心の底からバカ騒ぎできない性格。一回り大きな眼鏡をかけているためいつも眼鏡がズレている。3月23日生まれ。B型。身長152cm。3サイズ76/54/76。好きな物は練りわさび、嫌いな物はコンタクトレンズとマヨネーズ。
角田氷和子（つのだ ひわこ）
三鳩谷学園2年。主人公のクラスメイト。病療養のため、主人公より先に東京から転校してきたが、彼女自身は転校を望んでいなかったので、未だに前の学校の制服を着ており周囲と距離をとっている。同じく東京から来た主人公の様子を何かと気にしているが、顔を合わせると突っかかってばかりいる。日光に弱く常に日傘をさしている。4月8日生まれ。O型。身長155cm。3サイズ82/57/80。好きな物は携帯電話と物理学、嫌いな物は遅刻。
鶴戸美粋（つるど みすい）
主人公の従姉にして、三鳩谷学園の日本史教師。形式上自転車部の顧問でもある。おっとりした性格。主人公の引っ越した家の母屋に住んでいる。優しい性格で、学生になめられないように厳しくしたほうがいいのかなと思いつつも、あまり怒るということはない。自転車に乗れないという噂もある。11月20日生まれ。O型。身長166cm。3サイズ91/59/87。好きな物は縁側と海、嫌いな物は海老料理。
修善寺千早（しゅぜんじ ちはや）
三鳩谷学園2年。主人公のよく行く喫茶店アミカチップスの住み込み店員（ウエイトレスのバイト）。バイク乗りで、湖の周囲をよく走っている。「彼女にレースを挑むと、対戦者が謎の事故を起こすので『死神ライダー』と呼ばれている」という噂もある。ケンカ早いのか常に怪我をしており、学内では不良に近いレッテルを貼られている。7月26日生まれ。AB型。身長163cm。3サイズ83/58/85。好きな物は玉子サンド、嫌いな物はブラックコーヒーとカエル。

### サブキャラクター
鶴戸ふらん（つるど ふらん）
主人公の従妹、美粋の妹。毎朝あの手この手で主人公を起こしに来る。トラブルメーカー。
島野悟（しまの さとる）
三鳩谷学園2年。主人公のクラスメイト。調子がよく、大人に好かれるタイプ。
宮田次郎（みやた じろう）
三鳩谷学園2年。自転車部所属。ロードレースよりトラック競技に興味がある。
宿野檸檬（しゅくの れもん）
三鳩谷学園数学教師。主人公のクラス担任。ご老体。
倉井昭二（くらい しょうじ）
主人公がよく行く喫茶店アミカチップスのマスター。
松下ナル（まつした なる）
隠しキャラ。釣りが趣味で、小斑鳩湖周辺でよく釣りをしている。

## スタッフ
- プロデューサー：MOKA
- ディレクター：スパイマジシャン
- シナリオ：たけうちこうた・横弥真彦・桑原文彦
- 原画：八宝備仁
- 音楽：feel
  - OP：セパレイトブルー
作詞：MOKA
作曲・編曲：藤間仁
歌:KIRIKO
  - ED：君と…
作詞：MOKA
作曲・編曲：上松範康
歌:佐藤裕美
  - つばめイメージソング：La Golondrina
作詞：たけうちこうた
作曲・編曲：藤田淳平
歌:石橋つばめ
  - マスコットガールイメージソング：Proof of Love
作詞：たけうちこうた
作曲：宮川直巳
編曲：熊谷憲康
歌:アイ&ショウコ

## CD
『セパレイトブルー オリジナルサウンドトラック』（サイトロン・デジタルコンテンツ）
主題歌、BGMだけでなくボーカルトラックとして石橋つばめイメージソング「La Golondrina」とSurviveマスコットソング「Proof of Love」を収録。
SCDC-00264